# Tournoi de tennis de Californie
Pour les articles homonymes, voir Californie (homonymie).
Le tournoi de Californie, (États-Unis) est un tournoi de tennis féminin du circuit professionnel WTA organisé de 1978 à 1988.

## Palmarès

### Simple
| No       | Date       | Nom et lieu du tournoi                              | Catégorie      | Dotation       | Surface        | Vainqueure          | Finaliste         | Score          |                |
| -------- | ---------- | --------------------------------------------------- | -------------- | -------------- | -------------- | ------------------- | ----------------- | -------------- | -------------- |
| 1        | 17-05-1965 | California State Championships, Portola Valley      |                | NC             | Dur (ext.)     | Billie Jean Moffitt | Rosie Casals      | 6-2, 8-6       | Tableau        |
|          | 1966       | Pas de tournoi                                      | Pas de tournoi | Pas de tournoi | Pas de tournoi | Pas de tournoi      | Pas de tournoi    | Pas de tournoi | Pas de tournoi |
| 2        | 01-05-1967 | California State Championships, Portola Valley (CA) |                | NC             | Dur (ext.)     | Billie Jean King    | Rosie Casals      | 6-1, 6-3       | Tableau        |
|          | 1968-1977  | Pas de tournoi                                      | Pas de tournoi | Pas de tournoi | Pas de tournoi | Pas de tournoi      | Pas de tournoi    | Pas de tournoi | Pas de tournoi |
| Ère Open |            |                                                     |                |                |                |                     |                   |                |                |
| 3        | 09-01-1978 | Avon Futures of Northern California, San Carlos     | Futures        | 20 000 $       | Dur (ext.)     | Peanut Louie        | Ruta Gerulaitis   | 7-6, 6-2       | Tableau        |
|          | 1979       | Pas de tournoi                                      | Pas de tournoi | Pas de tournoi | Pas de tournoi | Pas de tournoi      | Pas de tournoi    | Pas de tournoi | Pas de tournoi |
| 4        | 07-01-1980 | Avon Futures of Bakersfield, Bakersfield            | Futures        | 25 000 $       | Dur (ext.)     | Lucia Romanov       | Stacy Margolin    | 6-4, 6-1       | Tableau        |
| 5        | 09-03-1981 | Avon Futures of Bakersfield, Bakersfield            | Futures        | 30 000 $       | Dur (ext.)     | Pam Casale          | Barbara Hallquist | 6-4, 6-3       | Tableau        |
| 6        | 08-02-1982 | Avon Futures of California, Bakersfield             | Futures        | 40 000 $       | Dur (ext.)     | Sabina Simmonds     | Lea Antonoplis    | 6-2, 6-1       | Tableau        |
| 7        | 26-09-1983 | Ginny of Bakersfield, Bakersfield                   |                | 50 000 $       | Dur (ext.)     | Jennifer Mundel     | Julie Harrington  | 6-4, 6-1       | Tableau        |
|          | 1984-1985  | Pas de tournoi                                      | Pas de tournoi | Pas de tournoi | Pas de tournoi | Pas de tournoi      | Pas de tournoi    | Pas de tournoi | Pas de tournoi |
| 8        | 21-07-1986 | North Face Open, Berkeley                           |                | 50 000 $       | Dur (ext.)     | Melissa Gurney      | Barbara Gerken    | 6-1, 6-3       | Tableau        |
| 9        | 27-07-1987 | California State Championships, Aptos               |                | 50 000 $       | Dur (ext.)     | Elly Hakami         | Melissa Gurney    | 6-3, 6-4       | Tableau        |
| 10       | 25-07-1988 | Northern California Open, Aptos                     | Tier V         | 50 000 $       | Dur (ext.)     | Sara Gomer          | Robin White       | 6-4, 7-5       | Tableau        |

### Double
| No       | Date       | Nom et lieu du tournoi                         | Catégorie      | Dotation       | Surface        | Vainqueures                        | Finalistes                      | Score          |                |
| -------- | ---------- | ---------------------------------------------- | -------------- | -------------- | -------------- | ---------------------------------- | ------------------------------- | -------------- | -------------- |
| 1        | 17-05-1965 | California State Championships Portola Valley  |                | NC             | Dur (ext.)     | Rosie Casals Cecilia Martinez      | Kathleen Harter Sue Shrader     | 6-4, 1-6, 6-4  | Tableau        |
|          | 1966-1977  | Pas de tournoi                                 | Pas de tournoi | Pas de tournoi | Pas de tournoi | Pas de tournoi                     | Pas de tournoi                  | Pas de tournoi | Pas de tournoi |
| Ère Open |            |                                                |                |                |                |                                    |                                 |                |                |
| 2        | 09-01-1978 | Avon Futures of Northern California San Carlos | Futures        | 20 000 $       | Dur (ext.)     | Carrie Meyer Sharon Walsh          | Ann Kiyomura Valerie Ziegenfuss | 7-6, 6-2       | Tableau        |
|          | 1979       | Pas de tournoi                                 | Pas de tournoi | Pas de tournoi | Pas de tournoi | Pas de tournoi                     | Pas de tournoi                  | Pas de tournoi | Pas de tournoi |
| 3        | 07-01-1980 | Avon Futures of Bakersfield Bakersfield        | Futures        | 25 000 $       | Dur (ext.)     | NC                                 | NC                              | Pluie          | Tableau        |
| 4        | 09-03-1981 | Avon Futures of Bakersfield Bakersfield        | Futures        | 30 000 $       | Dur (ext.)     | Sherry Acker Paula Smith           | Diane Desfor Barbara Hallquist  | 6-2, 6-0       | Tableau        |
| 5        | 08-02-1982 | Avon Futures of California Bakersfield         | Futures        | 40 000 $       | Dur (ext.)     | Cláudia Monteiro Catherine Tanvier | Diane Desfor Barbara Hallquist  | 7-6, 2-6, 6-3  | Tableau        |
| 6        | 26-09-1983 | Ginny of Bakersfield Bakersfield               |                | 50 000 $       | Dur (ext.)     | Kylie Copeland Lori McNeil         | Ann Henricksson Pat Medrado     | 6-4, 6-3       | Tableau        |
|          | 1984-1985  | Pas de tournoi                                 | Pas de tournoi | Pas de tournoi | Pas de tournoi | Pas de tournoi                     | Pas de tournoi                  | Pas de tournoi | Pas de tournoi |
| 7        | 21-07-1986 | North Face Open Berkeley                       |                | 50 000 $       | Dur (ext.)     | Beth Herr Alycia Moulton           | Amy Holton Elna Reinach         | 6-1, 6-2       | Tableau        |
| 8        | 27-07-1987 | California State Championships Aptos           |                | 50 000 $       | Dur (ext.)     | Kathy Jordan Robin White           | Lea Antonoplis Barbara Gerken   | 6-1, 6-0       | Tableau        |
| 9        | 25-07-1988 | Northern California Open Aptos                 | Tier V         | 50 000 $       | Dur (ext.)     | Lise Gregory Ronni Reis            | Patty Fendick Jill Hetherington | 6-3, 6-4       | Tableau        |